# (690420) 2014 FC72
(690420) 2014 FC72 ist ein großes transneptunisches Objekt, das bahndynamisch als nahes oder erweitertes Scattered Disc Object (SDO oder DO) eingestuft wird. Aufgrund seiner Größe ist der Asteroid ein Zwergplanetenkandidat.

## Entdeckung
(690420) 2014 FC72 wurde am 24. März 2014 von einem Astronomenteam, bestehend aus B. Gibson, T. Goggia, N. Primak, A. Schultz und M. Willman, im Rahmen des Pan-STARRS-Projekts mit dem 1,8-m-Ritchey-Chretien-Teleskop (PS1) am Haleakalā-Observatorium (Maui) entdeckt. Die Entdeckung wurde am 17. Juli 2016 bekanntgegeben.
Nach seiner Entdeckung ließ sich 2014 FC72 auf Fotos bis zum 4. Mai 2000, die im Rahmen des Sloan-Digital-Sky-Survey-Programmes am Apache-Point-Observatorium (New Mexico) gemacht wurden, zurückgehend identifizieren und so seinen Beobachtungszeitraum um 12 Jahre verlängern, um so seine Umlaufbahn genauer zu berechnen. Im September 2018 lagen insgesamt 122 Beobachtungen über einen Zeitraum von 17 Jahren vor. Die bisher letzte Beobachtung wurde im April 2017 wiederum am Pan-STARRS-Teleskop durchgeführt. (Stand 3. März 2019)

## Eigenschaften

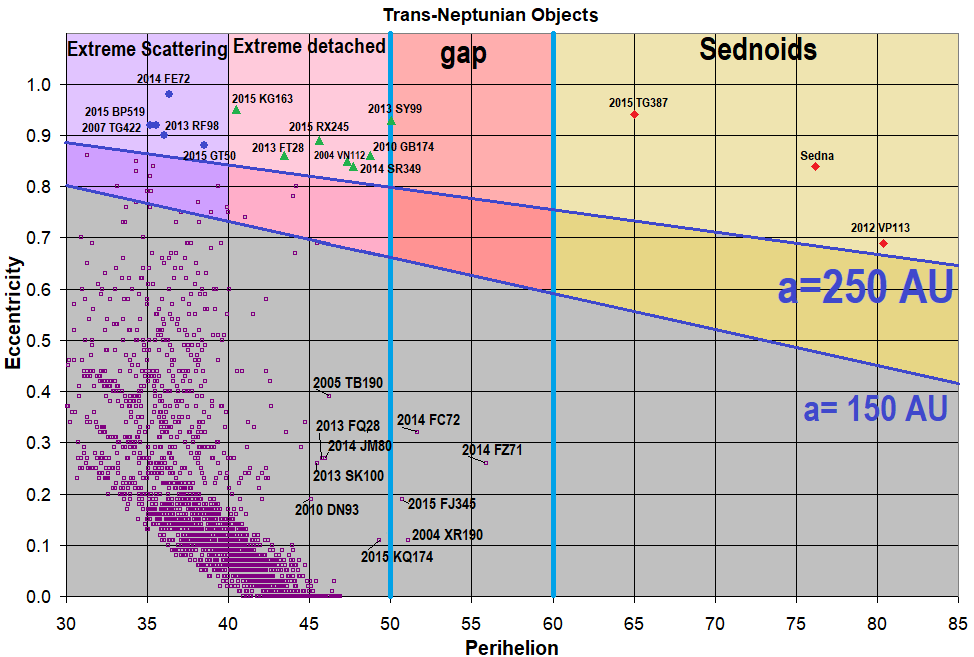
2014 FC_{72} in der sogenannten «gap» (Lücke).

### Umlaufbahn
(690420) 2014 FC72 umkreist die Sonne in 664,06 Jahren auf einer hochgradig elliptischen Umlaufbahn zwischen 34,35 AE und 266,14 AE Abstand zu deren Zentrum. Die Bahnexzentrizität beträgt 0,321, die Bahn ist 29,85° gegenüber der Ekliptik geneigt. Derzeit ist der Planetoid 51,73 AE von der Sonne entfernt. Das Perihel durchläuft er das nächste Mal 2024, der letzte Periheldurchlauf dürfte also im Jahre 1360 erfolgt sein.
(690420) 2014 FC72 gehört zu derselben kleinen Gruppe von Detached Objects wie (612911) 2004 XR190, 2014 FZ71, 2015 FJ345 und 2015 KQ174, die alle Umlaufbahnen mit großen Perihelia und moderaten Exzentrizitäten aufweisen. Der Planetoid bewegt sich jenseits des Kuipergürtels um die Sonne, möglicherweise besteht anhand der Umlaufperiode von 664 Jahren eine 1:4-Bahnresonanz zu Neptun, wie etwa bei 2003 LA7 und 2011 UP411, aber mit niedrigerer Exzentrizität und folglich einem höheren Perihel als die letzteren.
(690420) 2014 FC72 ist in der Hinsicht ungewöhnlich, dass er für ein SDO einen ungewöhnlich kreisförmige Umlaufbahn besitzt. Obschon angenommen wird, dass gewöhnliche SDO durch Interaktionen mit Neptun auf ihre gegenwärtige Bahn gelangt sind, haben die niedrige Exzentrizität und das Perihel (SDO besitzen generell hochexzentrische Bahnen und Perihelia unter 38 AE) zu Schwierigkeiten mit dem theoretischen Verständnis der Himmelsmechanik des äußeren Sonnensystems geführt. Diese Theorien beinhalten nahe Passagen von Sternen, unbekannte Planeten/Protoplaneten/Einzelgänger-Planeten im frühen Kuipergürtel sowie Bahnstörungen durch Resonanzeffekte mit einem nach außen migrierenden Neptun. Der Kozai-Effekt kann Bahnexzentrizität in eine höhere Bahnneigung umwandeln.
Marc Buie (DES) klassifiziert den Planetoiden als erweitertes SDO (ESDO bzw. DO), während vom Minor Planet Center keine spezifische Einstufung existiert; letzteres ordnet ihn als Nicht-SDO und allgemein als «Distant Object» ein. Das Johnston’s Archive führt es dagegen als SDO auf.

### Größe
Derzeit wird von einem Durchmesser von etwa 450 km ausgegangen; dies ist allerdings noch mit einiger Unsicherheit behaftet. Ausgehend von einem Durchmesser von 450 km ergibt sich eine Gesamtoberfläche von etwa 636.000 km². Die scheinbare Helligkeit von 2014 FC72 beträgt 22,03 m.
Da anzunehmen ist, dass sich (690420) 2014 FC72 aufgrund seiner Größe im hydrostatischen Gleichgewicht befindet und somit weitgehend rund sein muss, sollte er die Kriterien für eine Einstufung als Zwergplanet erfüllen. Mike Brown geht davon aus, dass es sich bei (690420) 2014 FC72 um wahrscheinlich einen Zwergplaneten handelt. Letzterer schätzt den Durchmesser auf 513 km, basierend auf einem Rückstrahlvermögen von 8 % und einer absoluten Helligkeit von 4,9 m.
| Jahr                                         | Abmessungen km | Quelle         |
| -------------------------------------------- | -------------- | -------------- |
| 2016                                         | 450,0 ± 50,0   | Sheppard u. a. |
| 2018                                         | 509,0          | Johnston       |
| 2018                                         | 513,0          | Brown          |
| Die präziseste Bestimmung ist fett markiert. |                |                |